# مدیاتونیک
مدیاتونیک (انگلیسی: Mediatonic) شرکت بازی ویدئویی بریتانیایی است، که در سال ۲۰۰۵ تأسیس شد.